# Pierre Rolland
Pierre Rolland (Gien, 1986. október 10. –) francia kerékpárversenyző, profi pályafutása 2007-ben kezdődött a Crédit Agricole kerékpáros csapatban.
A 2011-es Tour de France-on megnyerte a legjobb fiatal versenyzőnek járó fehér trikót.
2022-ben visszavonult a versenyzéstől.